# 碘化亚铥
碘化亚铥是一种无机化合物，化学式为TmI2。

## 制备及性质
碘化亚铥可由碘化铥和碱金属在钽制容器中于700~800°C反应得到，其中，以锂、钠为还原剂可以得到TmI2，而钾、铷、铯则生成具有钙钛矿结构的MTmI3。TmI2也能直接和CsI反应（340 °C），生成CsTmI3。
铥和碘化汞反应也能制备碘化亚铥，反应过程如下：
2 Tm + 3 HgI2 → 2 TmI3 + 3 Hg
Tm + HgI2 → TmI2 + Hg
Tm + 2 TmI3 → 3 TmI2